# Breguet 19
Le Breguet 19 (Breguet XIX, Br.19 ou Bre.19) est un bombardier léger et avion de reconnaissance, également utilisé pour les vols longue distance, conçu par la société française Breguet et produit à partir de 1924.

## Développement
Le Breguet 19 a été conçu comme successeur du Breguet 14, bombardier léger réputé de la Première Guerre mondiale.
Initialement, il a été conçu pour être propulsé par un Bugatti U-16 de 450 ch/335 kW, entraînant une hélice à quatre pales. Un tel prototype a été présenté sur le 7e Salon aéronautique de Paris en novembre 1921.
Un nouveau design a été réalisé en mars 1922, mettant en place une disposition conventionnelle avec un moteur Renault 12Kb en ligne de 336 kW (450 ch). L'avion a été construit en plate-forme biplan, avec les ailes inférieures plus courtes. Après des essais, le Breguet 19 a été commandé par l'Armée de l'air française en septembre 1923.
Les onze premiers prototypes Breguet 19 sont équipés par un certain nombre de moteurs différents. Une caractéristique typique de Breguet est l'utilisation très large du duralumin comme matériau au lieu de l'acier ou du bois. L'avion est plus rapide que les autres bombardiers du moment, et même que certains avions de chasse. Par conséquent, il suscite un énorme intérêt dans le monde, fort de ses succès sportifs. La production de masse, pour l'Armée de l'air française et l'exportation, a débuté en France en 1924.

## Conception

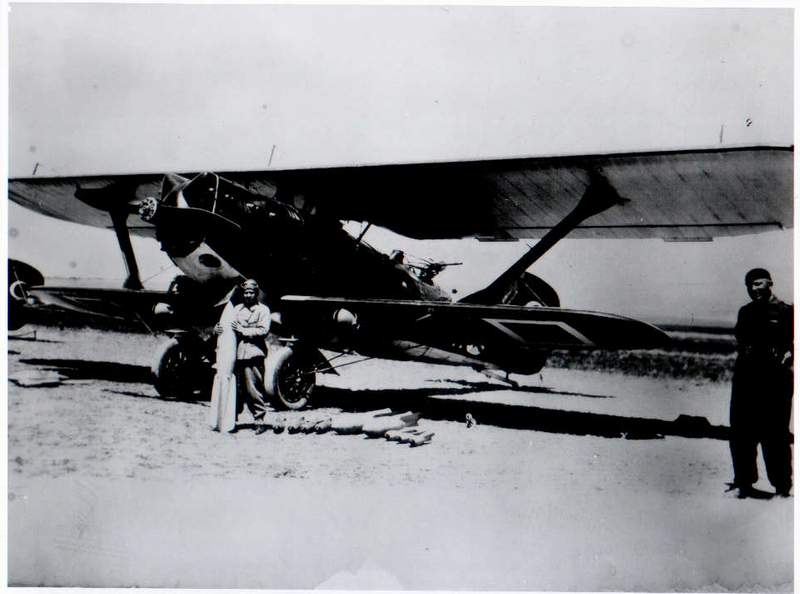
Sabiha Gökçen devant un Breguet 19 avant le bombardement de Dersim (1937-1938).

Le Breguet 19 est un biplan (sesquiplan), de facture classique, avec des ailes haubanées. Le fuselage, de section ellipsoïde, est un cadre de tubes en duralumin. L'avant est recouvert de feuilles de duralumin, la queue et les ailes sont entoilées. Il a un train d'atterrissage fixe classique avec protection arrière. L'équipage, pilote et navigateur/bombardier, est assis en tandem dans un cockpit ouvert, avec doubles commandes.
Beaucoup de moteurs différents ont été installés, pour la plupart des 12-cylindres en ligne refroidis par eau :
- Renault 12Kb (336 kW/450 ch), 12Kd (357 kW/480 ch) - V12 ;
- Lorraine 12 Db (en) (298 kW/400 ch) - V12 ;
- Lorraine 12 Eb (336 kW/450 ch), 12Ed (le même, avec réducteur) - W12 ;
- Hispano-Suiza 12Ha (it) (336 kW/450 ch), 12Hb (373 kW/500 ch) - V12 ;
- Farman 12We (373 kW/500 ch) ;
- Gnome-Rhône 9Ab Jupiter (313 kW/420 ch) (moteur en étoile, avion yougoslave).

L'avion emporte 365 litres de carburant dans un réservoir de fuselage. L'hélice est en bois.
Une mitrailleuse Vickers fixe de 7,7 mm synchronisée est mise en œuvre par le pilote ; le navigateur a une double Lewis Mark I de 7,7 mm.
Il y a aussi une quatrième mitrailleuse qui peut tirer vers le bas à travers une ouverture dans le plancher. 
La version CN2, chasseur de nuit, est équipée de deux mitrailleuses pour le pilote.
La version de bombardier peut transporter jusqu'à 472 kg de bombes sous le fuselage ou dans une soute à bombes verticale (pouvant contenir de petites bombes jusqu'à 50 kg). 
La version de reconnaissance peut transporter douze bombes de 10 kg. La version de reconnaissance est équipée d'une caméra, qui est en option sur le bombardier. 
Toutes les versions sont dotées de la radio.

## Variantes
- Br.19.01, premier prototype Breguet 19, ayant volé en mars 1922. Il a ensuite été acheté par le gouvernement espagnol[2].
- Br.19.02 à 011, avions de pré-production, dont le fuselage a été rallongé de 60 cm. Le Br.19.02 a été envoyé en Yougoslavie pour évaluation en 1923[2].
- Br.19 A2, avion de reconnaissance deux places.
- Br.19 B2, bombardier léger biplan deux places.

Ces deux premières versions sont les plus nombreuses, et sont pratiquement identiques. Elles ont utilisé une variété de moteurs, le plus populaire étant le 298 kW (400 ch) Lorraine-Dietrich 12Db V12 en ligne, le 336 kW (450 ch) Lorraine-Dietrich 12Eb W12, le Renault 12K, l'Hispano-Suiza 12H et le Farman 12W.
- Br.19 CN2, version chasse de nuit, presque identique à la version de reconnaissance B2 avec deux mitrailleuses avant[2].
- Br.19 GR (Grand Raid). Une variante spécialement modifiée pour les vols longue distance, après les premières tentatives de longue distance faites avec le Br.19 A2 no 23 équipé de réservoirs de carburant supplémentaires. Le premier Br.19 GR (no 64) avait un réservoir de carburant d'environ 2 000 l et s'empara du record du monde de distance en 1925. En 1926, trois autres avions (no 1685 à 1687) ont été modifiés en Br.19 GR spécifications 3 000 L. Ils avaient des réservoirs de carburant plus grands montés dans le fuselage, avec une capacité totale d'environ 2 900 à 3 000 L. Le cockpit était déplacé légèrement vers l'arrière et l'envergure avait été augmentée à 14,83 m.

Les trois avions ont été équipés de moteurs différents : le premier (No.1685) a reçu un Hispano-Suiza 12Hb de 500 ch, les deux autres avaient un Renault 12K de 550 ch et un Farman 12Wers de 520 ch.
En 1927, le no 1685 reçut un nouveau moteur Hispano 12Lb de 600 ch, sa capacité de carburant a été étendue à 3 500 L,et son envergure a été augmentée d'un mètre.
Il a été baptisé Nungesser et Coli d'après les deux aviateurs qui ont disparu dans une tentative de vol transatlantique en mai 1927. Un cinquième avion (no 1554) a été construit pour la Grèce, appelée Hellas, avec un Hispano 12Hb de 550 ch.
(D'autres avions Br.19 ont reçu des réservoirs de carburant supplémentaires pour les vols longue distance, mais n'ont pas été officiellement appelés Br.19 GR. Certaines sources mentionnent un Br.19 GR belge, peut-être une confusion avec le Br.19 TR belge.)
- Br.19 TR Bidon, construit en 1927 avec diverses améliorations aérodynamiques et 3 735 L de carburant dans le fuselage. Avec un réservoir de carburant supplémentaire dans l'aile, la capacité totale de carburant était 4 125 L. Cinq ont été construits par Breguet et deux par la société espagnole CASA. Trois des avions français avaient un Hispano 12Lb de 600 ch, un avait un Renault 12K de 550 ch,et un avait un Lorraine 12Eb de 450 ch. Le premier Bidon Hispano a été vendu à la Belgique ; le Bidon Renault a été vendu à la Chine après un vol Paris-Pékin. Le troisième est devenu le Br.19 TF français[2]. Le second Bidon Espagnol a été baptisé Jesús del Gran Poder et a volé de Séville à Bahia (Brésil).
- Br.19 TF Super Bidon, la dernière et la plus avancée des variantes longues distances, construite en 1929, était conçue pour le vol transatlantique. Le Super Bidon Français était le troisième Br.19 TR Hispano, nommé Point d'interrogation, avec un fuselage modifié, une envergure de 18,3 m et 5 370 L de capacité totale de carburant. Il était propulsé par un moteur Hispano-Suiza 12Lb de 447 kW (600 ch) (plus tard remplacé par un 12Nb de 485 kW / 650 ch). Un autre appareil, avec un cockpit fermé, a été construit en Espagne en 1933. Baptisé Cuatro Vientos, il a volé de Séville à Cuba, et a disparu alors qu'il tentait de rejoindre Mexico[3].
- Br.19 ter. Grâce à l'expérience avec des variantes à longue distance, cette variante de reconnaissance améliorée a été développée en 1928, peut-être à des fins d'exportation. Il reste un seul prototype (avec immatriculation civile F-AIXP).
- Br.19.7.C'est la plus populaire des variantes tardives, développée en 1930 avec un moteur Hispano-Suiza 12Nb de 447 kW (600 ch), ce qui lui donne une vitesse maximale de 242 km/h. Les cinq premières machines ont été converties en France pour la Yougoslavie, puis un certain nombre ont été construits en Yougoslavie, et cinquante autres construits en France pour exportation vers la Turquie.
- Br.19.8. Avec un moteur en étoile Wright Cyclone GR-1820-F-56 de 582 kW (780 ch), 48 cellules Br.19.7 ont finalement été transformées en Br.19.8 en Yougoslavie. Leur vitesse maximale est de 279 km/h.
- Br.19.9. Un seul prototype mis au point en Yougoslavie avec un moteur Hispano-Suiza 12Ybrs de 641 kW (860 ch).
- Br.19.10. Un seul prototype mis au point en Yougoslavie avec un moteur Lorraine-Dietrich 12Hfrs Petrel de 536 kW (720 ch).
- Br.19 hydro (ou hydravion Breguet 19) équipé de deux flotteurs d'hydravion, un prototype unique (no 1132) a été produit pour la France. Un autre avion vendu au Japon a été équipé de flotteurs construit par Nakajima[2].

Certaines variantes civiles modifiées du Breguet 19 ont été étudiées, telles que le Br.19T, les Br.19Tbis et le Br.19 Limousine (pour six passagers, avec un fuselage plus épais), mais elles n'ont jamais été construites.
Des variantes supplémentaires pour transport de passagers avec un fuselage entièrement reconstruit ont été étudiées :
- Br.26T (1926) ;
- Br.26TS ou Br.261T ;
- Br.280T ;
- Br.281T ;
- Br.284T.

Ils ont été utilisés en nombre limité en France et en Espagne.
Au total, plus de deux mille Breguet 19 ont été fabriqués en France, et environ sept cents construits sous licence par l'espagnol CASA, la belge SABCA et l'usine de Yougoslavie à Kraljevo.

## Opérateurs
Argentine
- Force aérienne argentine 25 avions exploités.

 Belgique
- La Force aérienne belge a acheté six Br.19 B2 en 1924, et encore 146 A2 et B2 ont été fabriqués en sous-licence par la SABCA de 1926 à 1930. Ils étaient propulsés par un moteur Lorraine-Dietrich 12Eb ou Hispano-Suiza 12ha et ont été utilisés jusqu'au milieu des années 1930.

 Bolivie
- Fuerza Aérea Boliviana a acheté dix appareils et les a utilisés pendant la guerre du Chaco contre le Paraguay.

 Brésil
- La Force aérienne brésilienne exploitait cinq appareils.

 Chine
- La Chinese Nationalist Air Force (en) a reçu quatre avions achetés par le gouvernement.
- Le seigneur de la guerre chinois Zhang Zuolin a acheté 70 avions.

 Croatie
- Zrakoplovstvo Nezavisne države Hrvatske saisit 46 appareils utilisés pour des missions anti-partisans.

 France
- L'armée de l'air française a exploité ses premiers Breguet 19 dans la version A2 de l'automne 1924, la variante B2 en juin 1926, puis le C2 et CN2 variantes de chasse. Dans la fin des années 1920 et début des années 1930, ils étaient les plus nombreux avions de combat français. En France métropolitaine, ils ont été retirés du service dans le début des années 1930, le dernier Br.19 CN2 a été retiré en 1935. Jusqu'en 1938, ils étaient encore utilisés par l'armée de l'air française dans les colonies au Moyen-Orient et Afrique du Nord — entre autres, ils ont été utilisés pour réprimer les rébellions indigènes.

 Royaume de Grèce
- La force aérienne grecque a acquis 30 Breguet 19 A2 et certains ont été utilisés contre les forces d'invasion italiennes en 1940, fournissant des informations précieuses sur les mouvements italiens.

 Italie
- Regia Aeronautica a acheté un appareil pour tests.

 Japon
- Selon certaines publications, le Japon en a acheté un certain nombre, et ils ont été construits sous licence par Nakajima, ce n'est pas confirmé, à l'exception des deux avions achetés par le journal Asahi Shimbun.

 Perse

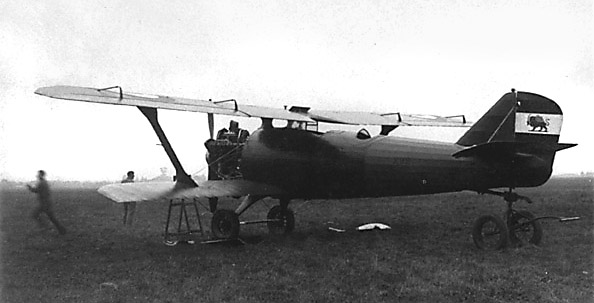
Breguet 19, Persian Air Force.

- La Persian Air Force exploitait deux avions.

 Pologne

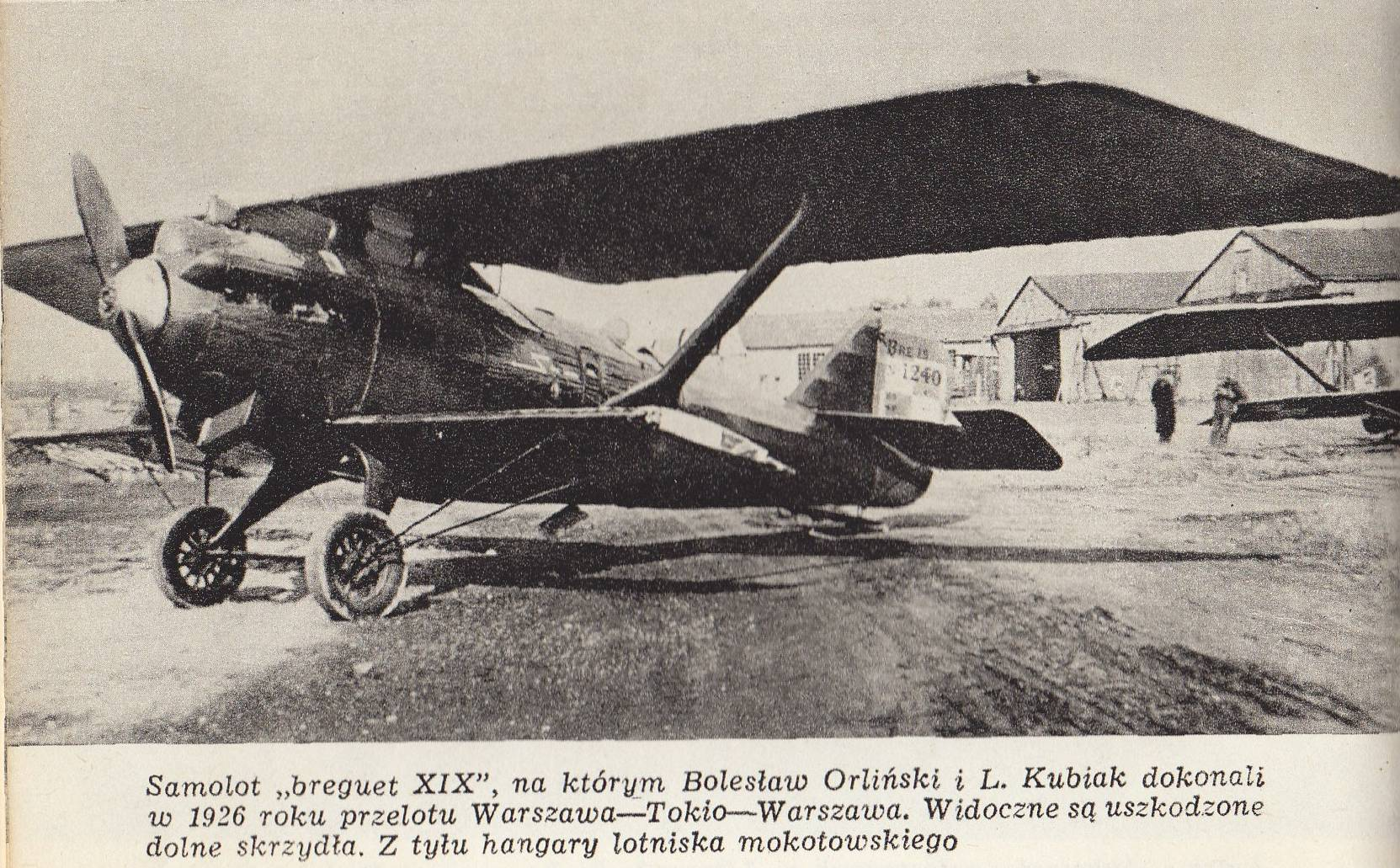
Breguet XIX, Pologne.

- La Force aérienne Polonaise a acheté 250 Breguet 19 A2s et B2, avec moteurs Lorraine-Dietrich 12Eb de 336 kW (450 ch) en 1925-30. 20 avions auraient été la variante de reconnaissance à longue portée, mais les détails ne sont pas connus. La mise en service du Br.19 date de 1926, mais la plupart ont été livrés en 1929-30. Ils n'ont pas été utilisés au combat lors de l'invasion de la Pologne de 1939 et la plupart ont été détruits au sol.

 Roumanie
- La Force aérienne royale roumaine a acheté 50 Breguet 19 A2 et B2 en 1927, puis 108 Br.19 B2, et cinq Br.19.7 en 1930. Ils ont été en service jusqu'en 1938.

 Union soviétique
- la Force aérienne soviétique a acheté un appareil pour tests.

 Royaume d'Espagne  République espagnole

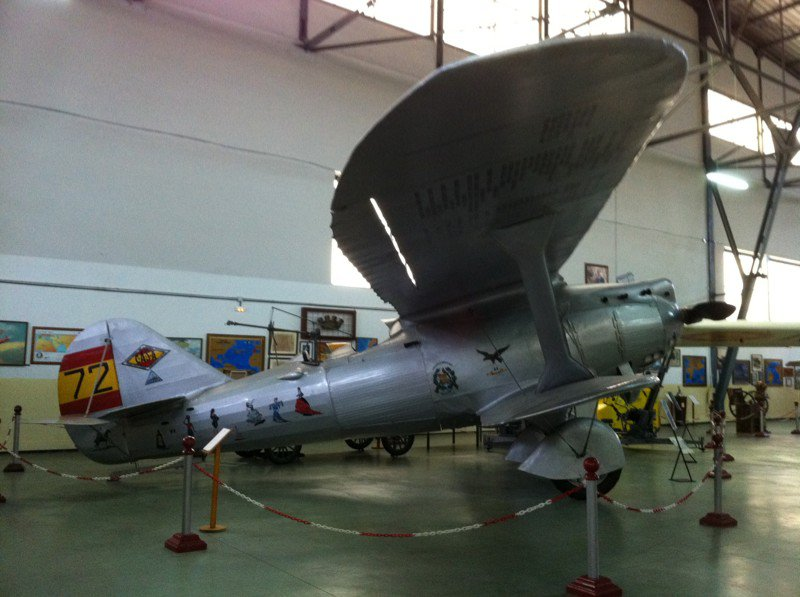
Breguet XIX, Espagne.

Aeronáutica Militar a acheté un prototype et une licence en 1923, et a commencé la production dans les ateliers CASA, des versions A2 et B2. Les 19 premiers appareils ont été importés, les 26 suivants assemblés à partir de pièces françaises, puis 177 ont été fabriqués (50 d'entre eux avaient un moteur Hispano-Suiza, les autres la Lorraine-Dietrich 12Eb). Le Breguet 19 a été l'équipement de base de bombardiers espagnols et les unités de reconnaissance jusqu'à la période initiale de la guerre civile espagnole. En juillet 1936, il y en avait moins d'une centaine en service dans l'armée de l'air républicaine espagnole. Ils ont été utilisés comme bombardiers pendant la guerre, en particulier du côté du gouvernement. En 1936, les nationalistes en ont acheté vingt à la Pologne. Avec l'arrivée de chasseurs plus modernes, le Br.19 a subi de nombreuses pertes, et après 1937 ils ont été retirés du services en première ligne. Le camp républicain a perdu vingt-huit avions, les nationalistes dix avions (dont deux républicains et un avion nationaliste déserteur). Les autres appareils ont été utilisés pour la formation jusqu'en 1940.
 Turquie

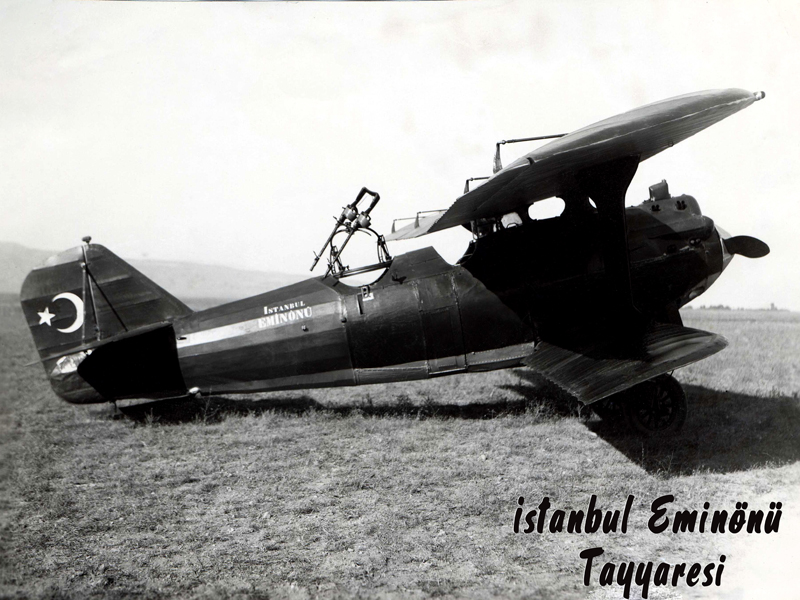
Breguet XIX, Force aérienne turque.

- La Force aérienne turque a acheté 20 B2 Br.19, puis 50 Br.19.7 en 1932. Certains de ces avions ont été utilisés dans des missions de reconnaissance et de bombardement pendant la rébellion du Dersim.

 Royaume-Uni
- La Royal Air Force a acheté un appareil pour essais.

 Uruguay
- Force aérienne uruguayenne

 Venezuela
- L'armée de l'air du Venezuela : 12 avions exploités.

 Royaume de Yougoslavie
- La Yougoslave Royal Air Force a acheté 100 Br.19 A2 en 1924, et en 1927, a acquis une licence pour leur fabrication dans une nouvelle usine à Kraljevo. Le premier lot de 85 appareils ont été montés avec des pièces françaises, et 215 autres ont été construits à partir de zéro. La première tranche de 150 avions yougoslaves en service avait des moteurs Lorraine-Dietrich, les 150 suivants des Hispano-Suiza 12Hb de 373 kW (500 ch) et les derniers des Gnome-Rhône Jupiter 9AB 100 de 313 kW (420 ch). À partir de 1932, la variante Br.19.7 a été fabriquée — les cinq premiers ont été construits en France, les 75 suivants à Kraljevo (51 selon d'autres publications), et 48 avions manquant de moteur ont été achevés en 1935-1937 comme le Br.19.8, avec le Wright Cyclone de 582 kW (780 ch). (Certaines publications donnent des chiffres différents pour le Bre.19 yougoslave.) Certains de ces avions yougoslaves ont été utilisés au combat après l'attaque allemande sur la Yougoslavie en 1941.

 Yougoslavie
- La SFR Yugoslav Air Force (en) a exploité un Br.19 croate pris par le pilote et livré aux partisans de Tito, et utilisé en juin-juillet 1942, jusqu'à ce qu'il soit abattu.

Deux autres, capturés par les forces communistes du nouveau gouvernement en avril 1945, ont été utilisés pour poursuivre les oustachis.

## Versions de compétition
Des Breguet 19 modifiés ou non ont été utilisés pour battre de nombreux records de vol. Le premier fut le prototype Br.19 qui a remporté un concours de vitesse d'avions militaires à Madrid le 17 février 1923. Le 12 mars 1923, il a également établi un record international d'altitude à 5 992 m transportant 500 kg de charge. Il a ensuite été acheté par le gouvernement espagnol.
De nombreux équipages ont effectué des vols de longue distance en Br.19. En février 1925, Thieffry, a volé de Bruxelles à Léopoldville en Afrique centrale, sur une distance de 8 900 km. Deux Br.19 A2 ont été achetés par le journal japonais Asahi Shimbun et équipés de réservoirs de carburant supplémentaires. Ils ont été pilotés par H. Abe et K. Kawachi sur le trajet Tokyo-Paris-Londres en juillet 1925, couvrant 13 800 km. Entre le 27 août et le 25 septembre 1926, l'équipage polonais Bolesław Orliński a volé de Varsovie à Tokyo (10 300 km et retour, dans un Br.19 A2 modifié, malgré le fait que l'une de ses ailes inférieures se soit cassée en cours de route. Entre 1927 et 1930, les Br.19 roumains, yougoslaves et polonais étaient souvent utilisés dans des courses de la Petite Entente.
Les Breguet 19 GR et TR ont établi plusieurs records du monde, surtout de longue distance sans escale à commencer par le vol de Arrachart et Lemaitre 3 166 km de Paris à Villa Cisneros sans escale de 24 heures et demie les 2-3 février 1925. Les 14-15 juillet 1926, Girier et Dordilly ont établi un nouveau record de 4 716 km (2 930 milles) entre Paris et Omsk, battu du 31 août au 1er septembre 1926 par Challe et Weiser 5 174 km et le 28 octobre par Dieudonné Costes et Rignot sur 5 450 km. Du 10 octobre 1927 au 14 avril 1928, Costes et Le Brix ont piloté un Br.19 GR (nommé Nungesser et Coli) autour du monde, couvrant 57 000 km, même si le trajet entre San Francisco et Tokyo fut effectué par bateau.
Le Super Bidon fut spécialement créé pour le vol transatlantique. Il a été nommé Point d'interrogation, dont une des versions-prototypes fut adaptée -tout au moins assemblée et préparée- à Villacoublay, lieu des essais de la Société Bréguet Aviation. Dieudonné Costes et Maurice Bellonte ont établi une distance record non-stop de 7 905 km de Paris à Moullart les 27-29 septembre 1929 sur cet avion. Ensuite, les 1-2 septembre 1930, ils ont volé de Paris à New York, sur une distance de 6 200 km, réalisant la première traversée est-ouest non-stop en avion de l'Atlantique Nord; ce qui représente un exploit face aux vents dominants. Le second Super Bidon, l'espagnol Cuatro Vientos, a disparu au-dessus du Mexique avec M. et J. Collier Barberan Serra, après un vol transatlantique de Séville à Cuba les 10-11 juin 1933.

## Avions conservés

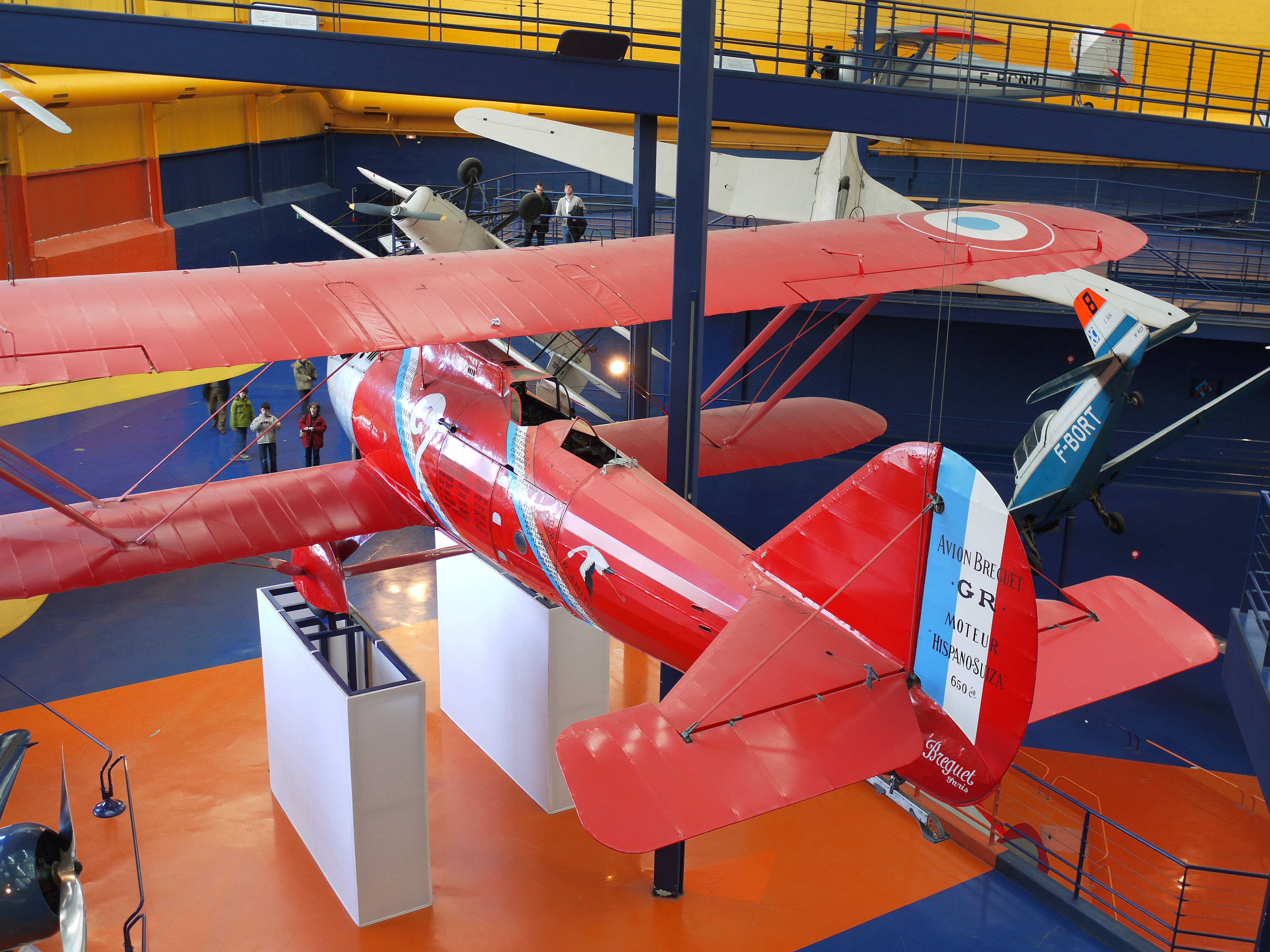
Le Point d'interrogation, au Bourget.

- Breguet Br.19 GR no 1685 Nungesser et Coli, au musée de l'air et de l'espace du Bourget, près de Paris (pas exposé au public en 2020).
- Breguet Br.19 TF Super Bidon Point d'interrogation, également au musée du Bourget (restauré et exposé au public)[5].
- CASA Br.19 TR Bidon Jesús del Gran Poder, au musée de l'air de Cuatro Vientos (en) (exposé au public), Madrid.

## Les exploits avec des Breguet 19
- Le 24 février 1926, le lieutenant de réserve du camp d’Orly Léon Collot passe entre les pieds ouest et nord de la Tour Eiffel avec un Breguet 19, pour relever un pari, mais aveuglé par le soleil, il se tuera lors de ce vol.[6]

### Aéronefs comparables
- Potez 25
- Fairey Fox
- Polikarpov R-Z